# Селиште (Благоевградская область)
Селиште (болг. Селище) — село в Благоевградской области Болгарии. Входит в состав общины Благоевград. Находится примерно в 8 км к западу от центра города Благоевград. По данным переписи населения 2011 года, в селе  проживало 292 человека.

## Население
| Год     | 1934 | 1946 | 1956 | 1965 | 1975 | 1985 | 1992 | 2001 | 2011 |
| ------- | ---- | ---- | ---- | ---- | ---- | ---- | ---- | ---- | ---- |
| Жителей | 853  | 856  | 791  | 702  | 498  | 398  | 341  | 350  | 292  |

| Национальность  | Человек | Процент |
| --------------- | ------- | ------- |
| болгары         | 283     | 98,61%  |
| турки           | 0       | 0%      |
| цыгане          | 0       | 0%      |
| другие          | 3       | 1,05%   |
| не определились | 0       | 0%      |
| Всего ответов   | 287     |         |

|  |